# Shi'ur Qomah
Shi'ur Qomah (in ebraico שיעור קומה‎?, lett. misura del corpo - e spec. Misura del "Corpo" Divino/della statura divina o "infinita altezza/grandissimo onore") è un testo midrashico che fa parte della letteratura Heikhalot. Afferma di registrare, in termini metaforico-antropomorfici, i nomi segreti e le misure precise degli arti e delle altre parti "corporee" di Dio. La maggior parte del testo è riportata sotto forma di detti o insegnamenti che l'angelo Metatron rivelò al saggio tanna Rabbi Ishmael, che lo trasmise ai suoi allievi e al suo contemporaneo Rabbi Akiva. È inoltre un'analisi esegetica del Cantico 5:11-16 e proclama che a chiunque studi è garantita una porzione di 'Olam Ha-Ba (Mondo a venire).

## Etimologia
Come traspare anche dallo scritto del testo, stretta la connessione con i termini in ebraico dalle cui radici filologiche derivano: Adam Qadmon e Yerushalayim, nonché Shir haShirim; dall'analisi esegetica ciò è evidente.

## Provenienza e interpretazione rabbinica
Attualmente il testo esiste solo in forma frammentaria e gli studiosi hanno dibattuto come datarlo esattamente. Storici accademici moderni dell'misticismo ebraico, come Gershom Scholem, sono dell'opinione che sia “o del periodo tannaitico o del primo amoraico.” Tuttavia nel XII secolo, il filosofo razionalista Maimonide dichiarò che fosse una contraffazione bizantina. Maimonide credeva inoltre che il testo fosse così eretico e contrario ai corretti principi ebraici, che dovesse essere bruciato.
Anche Rabbi Saadya Gaon tendeva a sospettare le origini del libro e dichiarò che, “dal momento che non si trova né nella Mishnah né nel Talmud, e dato che non abbiamo modo di stabilire se rappresenti o meno le parole di Rabbi Ishmael, forse qualcun altro ha preteso di parlare in suo nome.”  Ciò nondimeno, nel caso il testo fosse in qualche modo comprovato genuino, Saadya esortava che fosse compreso in linea con la sua “teoria di 'gloria creata', che spiega le teofanie profetiche quali visioni non di Dio stesso, ma di una essenza luminosa [creata].” Anche Rabbi Moses Narboni (XIV secolo) scrisse un'opera filosofica sul testo, intitolata Iggeret Al-Shi'ur Qomah (ebr. אגרת על שיעור קומה, lett. "Epistola su Shi'ur Qomah"), in cui egli respinge gli antropomorfismi eclatanti di Shi'ur Qomah affermando che siano solo metafore. Il contenuto di Iggeret di Rabbi Narboni è una “meditazione su Dio, Misura di tutte le cose esistenti. Si basa sul commentario di Esodo scritto da Abraham ibn ‛Ezra e, con l'aiuto di passi biblici e rabbinici, studia due tipi di conoscenza: la conoscenza delle Sue creature da parte di Dio, chiamata la conoscenza del Volto, e la conoscenza di Dio da parte delle Sue creature, chiamata la conoscenza delle Spalle (un'allusione a Esodo 33:23: "Poi toglierò la mano e vedrai le mie spalle, ma il mio volto non lo si può vedere").